# Geografia Saint-Barthélemy

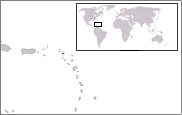
Położenie wyspy

Saint Barthélemy jest zamorską wspólnotą terytorialną Francji, leżącą w Ameryce Środkowej w archipelagu Małych Antyli (archipelag Wysp Podwietrznych).  Ta niewielka wyspa cechuje się urozmaiconą, nizinną rzeźbą terenu i tropikalnym klimatem.

## Powierzchnia i położenie geograficzne

Mapa wyspy

Powierzchnia - 25 km², co odpowiada wielkości małego polskiego miasta.
Położenie geograficzne - 17°54'N i 62°50'W. Wyspa rozciąga się na długości 10 km, a jej przeciętna szerokość wynosi 2 km. Saint Barthélemy leży pomiędzy Oceanem Atlantyckim, a Morzem Karaibskim.
Wyspa poprzez wody terytorialne nie graniczy z żadnym państwem, a w jej pobliżu leży inne francuskie terytorium - Saint Martin wraz z holenderskim Sint Maarten.

## Budowa geologiczna i rzeźba
Saint Barthélemy leży na północno-wschodnim skraju płyty karaibskiej i jest niewielką wulkaniczną wyspą zaliczaną do antylskiego łuku wulkanicznego. Na tej niewielkiej wyspie nie zaznacza się działalność wulkaniczna. Wyspa składa się głównie z trzeciorzędowych skał wulkanicznych oraz z czwartorzędowych osadów rafowych.
Wyspa jest ogólnie nizinna, ale posiada górzysty charakter. Obszar Saint Barthélemy urozmaicają wzgórza sięgające 200 m n.p.m. i bardzo wyraźnie odznaczają się od wybitnie nizinnych terenów leżących między wzniesieniami. Tereny wybrzeża są wybitnie nizinne, choć w niektórych miejscach wzgórza schodzą bezpośrednio do morza. Najwyższe wzniesienie - Morne du Vitet ma 286 m n.p.m. i leży w południowej części wyspy.
Saint Barthélemy cechuje się bardzo urozmaiconą linią brzegową, gdzie dominują liczne łagodne i głęboko wcięte zatoki, oraz półwyspy. Wybrzeże jest urozmaicone. Występują liczne piaszczyste plaże, które są zagospodarowane przez człowieka. Wyspa cechuje się także znacznymi odcinkami skalistymi, oraz fragmentami wybrzeża lagunowego. Do wyspy Saint Barthélemy należą liczne, niewielkie i skaliste wyspy leżące w sąsiedztwie Saint Barthélemy. Wiele z nich ma skalistą powierzchnię kilkudziesięciu metrów kwadratowych. Do największych wysp należą: Fourchue, Toc Vers, Coco, Chevreau, La Tortue.

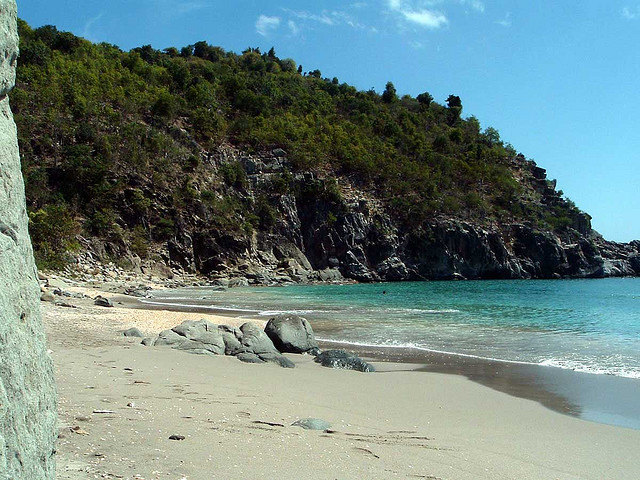
Wybrzeże Saint Barthélemy

## Klimat
Saint Barthélemy leży w strefie klimatu równikowego, kształtowanego przez północno-wschodnie pasaty i ciepłe prądy morskie, oblewające Małe i Wielkie Antyle. Wpływ na klimat ma także duży poziom nasłonecznienia co jest związana z szerokością geograficzna. 
Temperatury mają przebieg typowy dla klimatu równikowego, gdzie średnia roczna wynosi około 26 °C. W półroczu zimowym średnie wartości 24-26 °C, zaś w letnim sięgają 30 °C, a najwyższe wartości wynoszą 32 °C. Amplitudy dobowe są niewielkie. Opady na wyspie są wysokie, gdzie średnia roczna przekracza 1 000 mm. Występują dwie pory roku: sucha i deszczowa. W półroczu letnim opady są największe, a najmniej deszczu spada w okresie zimowym. Saint Barthélemy leży na trasie cyklonów tropikalnych.

## Wody
Sieć rzeczna nie istnieje. Wody powierzchniowe ograniczają się do kilku niewielkich jezior. 

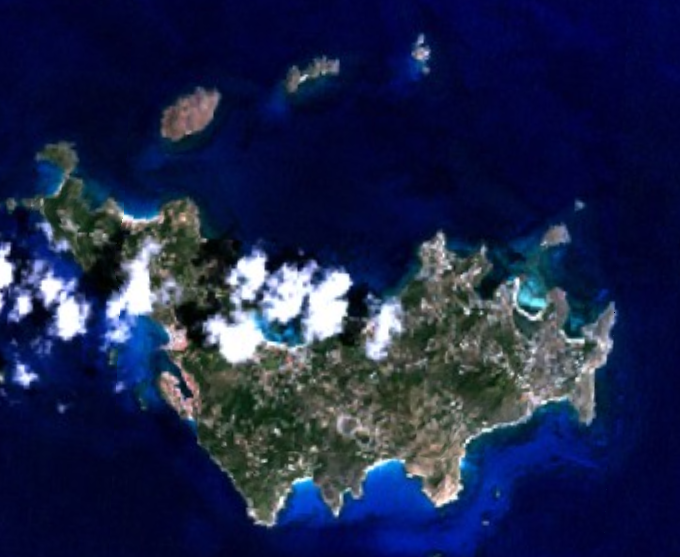
Zdjęcie satelitarne wypsy

## Gleby
Saint Barthélemy należy do karaibskiej krainy glebowej. Dominują żyzne gleby czerwone.

## Flora i fauna
Roślinność w wielu miejscach została zdegradowana, lub przekształcona przez człowieka. Na wyspie rośnie duża liczba gatunków drzew i krzewów sprowadzonych z innych krajów. Powszechną formacją roślinną jest zwrotnikowa roślinność krzaczasta. Na wyspie nie ma lasów, poza niewielkimi skupiskami drzew. Głównymi drzewami wyspy są palmy do których należą palma kokosowa i Sabal. Przybrzeżne wyspy są niemal pozbawione roślinności. Wokół wyspy rosną rafy koralowe.
Saint Barthélemy należy do antylskiej krainy neotropikalnej. Świat zwierząt ogranicza się do drobnych gatunków, gdzie nie występują duże ssaki. Najbardziej zasobny jest świat ptaków, szczególnie morskich, a także morskich gatunków zwierząt. Licznie występują skorupiaki i wiele gatunków ryb oraz delfiny, które znajdują doskonałe warunki wśród raf koralowych. Największym przedstawicielem gadów jest żółw skórzasty.